# Selección femenina de fútbol de Kosovo
La selección femenina de fútbol de Kosovo (en albanés: Kombëtarja e futbollit të femrave të Kosovës; en serbio: Женска фудбалска репрезентација Косова / Ženska fudbalska reprezentacija Kosova representa a Kosovo en las competiciones internacionales de fútbol femenino.

## Historia
En 2010, se establece el equipo nacional. El 6 de febrero de 2013, la FIFA dio permiso para jugar partidos amistosos internacionales contra otras asociaciones miembro.
El 3 de mayo de 2016 en el Congreso Ordinario, Kosovo fue aceptado en la UEFA después de que los miembros votaron 28-24 a favor de Kosovo.

## Registro del partido
El 1 de marzo de 2017, Kosovo jugó su primer partido internacional como miembro de la FIFA, en el marco de un torneo contra Polonia. El partido terminó en una derrota por 0-5. El 9 de enero de 2017, el equipo nacional por primera vez pudo participar en torneos organizados por la FIFA y jugará sus primeros partidos competitivos en las rondas de clasificación para la Copa Mundial Femenina de la FIFA 2019.

## Estadísticas

### Copa Mundial Femenina de Fútbol
| Edición | Resultado               | Posición                | PJ                      | PG                      | PE                      | PP                      | GF                      | GC                      |
| ------- | ----------------------- | ----------------------- | ----------------------- | ----------------------- | ----------------------- | ----------------------- | ----------------------- | ----------------------- |
| 1991    | No existía la selección | No existía la selección | No existía la selección | No existía la selección | No existía la selección | No existía la selección | No existía la selección | No existía la selección |
| 1995    | No existía la selección | No existía la selección | No existía la selección | No existía la selección | No existía la selección | No existía la selección | No existía la selección | No existía la selección |
| 1999    | No existía la selección | No existía la selección | No existía la selección | No existía la selección | No existía la selección | No existía la selección | No existía la selección | No existía la selección |
| 2003    | No existía la selección | No existía la selección | No existía la selección | No existía la selección | No existía la selección | No existía la selección | No existía la selección | No existía la selección |
| 2007    | No existía la selección | No existía la selección | No existía la selección | No existía la selección | No existía la selección | No existía la selección | No existía la selección | No existía la selección |
| 2011    | No existía la selección | No existía la selección | No existía la selección | No existía la selección | No existía la selección | No existía la selección | No existía la selección | No existía la selección |
| 2015    | No existía la selección | No existía la selección | No existía la selección | No existía la selección | No existía la selección | No existía la selección | No existía la selección | No existía la selección |
| 2019    | No clasificó            | No clasificó            | No clasificó            | No clasificó            | No clasificó            | No clasificó            | No clasificó            | No clasificó            |
| 2023    | No clasificó            | No clasificó            | No clasificó            | No clasificó            | No clasificó            | No clasificó            | No clasificó            | No clasificó            |
| 2027    | Por disputarse          | Por disputarse          | Por disputarse          | Por disputarse          | Por disputarse          | Por disputarse          | Por disputarse          | Por disputarse          |
| Total   | 0/9                     | -                       | -                       | -                       | -                       | -                       | -                       | -                       |

### Eurocopa Femenina
| Edición | Resultado               | Posición                | PJ                      | PG                      | PE                      | PP                      | GF                      | GC                      |
| ------- | ----------------------- | ----------------------- | ----------------------- | ----------------------- | ----------------------- | ----------------------- | ----------------------- | ----------------------- |
| 1984    | No existía la selección | No existía la selección | No existía la selección | No existía la selección | No existía la selección | No existía la selección | No existía la selección | No existía la selección |
| 1987    | No existía la selección | No existía la selección | No existía la selección | No existía la selección | No existía la selección | No existía la selección | No existía la selección | No existía la selección |
| 1989    | No existía la selección | No existía la selección | No existía la selección | No existía la selección | No existía la selección | No existía la selección | No existía la selección | No existía la selección |
| 1991    | No existía la selección | No existía la selección | No existía la selección | No existía la selección | No existía la selección | No existía la selección | No existía la selección | No existía la selección |
| 1993    | No existía la selección | No existía la selección | No existía la selección | No existía la selección | No existía la selección | No existía la selección | No existía la selección | No existía la selección |
| 1995    | No existía la selección | No existía la selección | No existía la selección | No existía la selección | No existía la selección | No existía la selección | No existía la selección | No existía la selección |
| 1997    | No existía la selección | No existía la selección | No existía la selección | No existía la selección | No existía la selección | No existía la selección | No existía la selección | No existía la selección |
| 2001    | No existía la selección | No existía la selección | No existía la selección | No existía la selección | No existía la selección | No existía la selección | No existía la selección | No existía la selección |
| 2005    | No existía la selección | No existía la selección | No existía la selección | No existía la selección | No existía la selección | No existía la selección | No existía la selección | No existía la selección |
| 2009    | No existía la selección | No existía la selección | No existía la selección | No existía la selección | No existía la selección | No existía la selección | No existía la selección | No existía la selección |
| 2013    | No existía la selección | No existía la selección | No existía la selección | No existía la selección | No existía la selección | No existía la selección | No existía la selección | No existía la selección |
| 2017    | No participó            | No participó            | No participó            | No participó            | No participó            | No participó            | No participó            | No participó            |
| 2022    | No clasificó            | No clasificó            | No clasificó            | No clasificó            | No clasificó            | No clasificó            | No clasificó            | No clasificó            |
| 2025    | Por disputarse          | Por disputarse          | Por disputarse          | Por disputarse          | Por disputarse          | Por disputarse          | Por disputarse          | Por disputarse          |
| Total   | 0/13                    | -                       | -                       | -                       | -                       | -                       | -                       | -                       |

### Liga de Naciones Femenina de la UEFA
| Edición | L     | G     | Resultado    | PJ | PG | PE | PP | GF | GC |
| ------- | ----- | ----- | ------------ | -- | -- | -- | -- | -- | -- |
| 2023-24 | C     | 5     | Primer lugar | 4  | 3  | 1  | 0  | 10 | 2  |
| Total   | Total | Total | 1/1          | 4  | 3  | 1  | 0  | 10 | 2  |

## Últimos y próximos encuentros
Actualizado al último partido jugado el 16 de julio de 2024
| Fecha      | Ciudad   | Local     | Resultado | Visitante | Competición                  |
| ---------- | -------- | --------- | --------- | --------- | ---------------------------- |
| 21-02-2024 | Antalya  | Hong Kong | 0:1       | Kosovo    | Turkish Women's Cup 2024     |
| 24-02-2024 | Antalya  | Kosovo    | 3:0       | Estonia   | Turkish Women's Cup 2024     |
| 27-02-2024 | Antalya  | Kosovo    | 1:0       | India     | Turkish Women's Cup 2024     |
| 05-04-2024 | Antalya  | Ucrania   | 2:0       | Kosovo    | Clas. Eurocopa Femenina 2025 |
| 09-04-2024 | Podujevo | Kosovo    | 0:6       | Gales     | Clas. Eurocopa Femenina 2025 |
| 31-05-2024 | Podujevo | Kosovo    | 0:1       | Croacia   | Clas. Eurocopa Femenina 2025 |
| 04-06-2024 | Karlovac | Croacia   | 2:0       | Kosovo    | Clas. Eurocopa Femenina 2025 |
| 12-07-2024 | Pristina | Kosovo    | 0:4       | Ucrania   | Clas. Eurocopa Femenina 2025 |
| 16-07-2024 | Llanelli | Gales     | 2:0       | Kosovo    | Clas. Eurocopa Femenina 2025 |